# Matadero (serie de televisión)
Matadero es una serie de televisión española producida por Diagonal TV, del grupo Endemol Shine Iberia, para Atresmedia Televisión y protagonizada por Pepe Viyuela. Se emitió en Antena 3 del 9 de enero al 13 de marzo de 2019. Creada y coordinada por Daniel Martín Sáez de Parayuelo y dirigida por Jordi Frades, consiste en una temporada de 10 episodios con un final abierto.

## Trama
En Torrecillas, un pueblo ficticio de Zamora cercano a Portugal y a Galicia, Alfonso (Pepe Viyuela) es un veterinario de profesión que trabaja certificando y validando animales de dudosa calidad en el matadero de su cuñado, Francisco (Antonio Garrido), para que su esposa, María José (Carmen Ruiz), no se entere de un secreto que podría destrozar su matrimonio. No obstante, Alfonso no se entera de que uno de los animales transporta droga, y pronto, una situación inesperada de última hora pone patas arriba la vida cotidiana del pueblo.

## Reparto

### Reparto principal
- Pepe Viyuela – Alfonso Cubillos
- Lucía Quintana – Almudena Jiménez
- Ginés García Millán – Pascual
- Miguel de Lira – Teo
- Carmen Ruiz – María José Jiménez
- Camila Viyuela – María Cubillos
- Filipe Duarte – Vasco
- Julio Pereira – Fermín (Episodio 1 - Episodio 6; Episodio 8 - Episodio 10)
- Marta Calvó – Teresa  (Episodio 1 - Episodio 10)
- Gonzalo Uriarte – Da Silva  (Episodio 1 - Episodio 4; Episodio 6 - Episodio 9)
- Iván Cózar – Nuño
- Franky Martín – Ricardo Benito
- Janfri Topera – Sargento Villanueva
- Eduardo Antuña – Herminio
- Mateo Jalón – Martín Cubillos (Episodio 1 - Episodio 4; Episodio 10)
- Pep Ambròs – Jacobo García (Episodio 2 - Episodio 10)

Con la colaboración especial de
- Antonio Garrido – Francisco Sánchez  (Episodio 1 - Episodio 3)
- Tito Valverde – Salvador Benito  (Episodio 1 - Episodio 10)
- José Ángel Egido – Don Julio  (Episodio 1 - Episodio 9)
- Pedro Casablanc – Aguirre  (Episodio 5; Episodio 7 - Episodio 9)

### Reparto secundario
- Maika Barroso – Madre de Nuño (Episodio 1 - Episodio 10)
- Jordi Aguilar – Montes (Episodio 1 - Episodio 2; Episodio 4 - Episodio 8; Episodio 10)
- Belén Constenla – Inmaculada (Episodio 4 - Episodio 9)
- Mejoddy Bermúdez – Coral (Episodio 1; Episodio 4 - Episodio 5; Episodio 7 - Episodio 10)
- Rafa Núñez – Alcalde (Episodio 2; Episodio 9 - Episodio 10)
- Miguel Borines – Socio de Don Julio (Episodio 6; Episodio 10)

(Nota: El símbolo () indica que el personaje falleció en la serie)

## Episodios
| Temporada | Temporada | Episodios | Estreno            | Final               | Audiencia media | Audiencia media | Audiencia media |
| Temporada | Temporada | Episodios | Estreno            | Final               | Espectadores    | Cuota           |                 |
| --------- | --------- | --------- | ------------------ | ------------------- | --------------- | --------------- | --------------- |
|           | 1         | 10        | 9 de enero de 2019 | 13 de marzo de 2019 | 1 770 000       | 12,1%           |                 |

### Primera temporada (2019)
| N.º (serie) | N.º (temp.) | Título                                 | Director(es)         | Guionista(as)                                                                | Fecha de emisión      | Audiencia         |
| ----------- | ----------- | -------------------------------------- | -------------------- | ---------------------------------------------------------------------------- | --------------------- | ----------------- |
| 1           | 1           | «El secreto del avestruz»              | Jordi Frades         | Daniel Martín Sáez de Parayuelo                                              | 9 de enero de 2019    | 3 336 000 (21,6%) |
| 2           | 2           | «La maldición del vendedor de toallas» | Jordi Frades         | Daniel Martín Sáez de Parayuelo y Laura Sarmiento Pallarés                   | 16 de enero de 2019   | 2 434 000 (15,8%) |
| 3           | 3           | «Romance de las dos hermanas»          | Joan Noguera         | Fernando Navarro, Daniel Martín Sáez de Parayuelo y Laura Sarmiento Pallarés | 23 de enero de 2019   | 1 897 000 (12,9%) |
| 4           | 4           | «Segundas partes»                      | Joan Noguera         | Fernando Navarro, Daniel Martín Sáez de Parayuelo y Laura Sarmiento Pallarés | 30 de enero de 2019   | 1 834 000 (12,5%) |
| 5           | 5           | «Sal del Himalaya»                     | Salvador García Ruíz | Fernando Navarro, Daniel Martín Sáez de Parayuelo y Laura Sarmiento Pallarés | 6 de febrero de 2019  | 1 617 000 (10,5%) |
| 6           | 6           | «Romance de la loba parda»             | Salvador García Ruíz | Fernando Navarro, Daniel Martín Sáez de Parayuelo y Laura Sarmiento Pallarés | 13 de febrero de 2019 | 1 396 000 (9,8%)  |
| 7           | 7           | «Decepciones»                          | Jordi Frades         | Fernando Navarro, Daniel Martín Sáez de Parayuelo y Laura Sarmiento Pallarés | 20 de febrero de 2019 | 1 357 000 (10,0%) |
| 8           | 8           | «La frontera no espera»                | Joan Noguera         | Nacho Cabana, Daniel Martín Sáez de Parayuelo y Laura Sarmiento Pallarés     | 27 de febrero de 2019 | 1 281 000 (9,0%)  |
| 9           | 9           | «Mejor funcionario que millonario»     | Salvador García Ruíz | Nacho Cabana, Daniel Martín Sáez de Parayuelo y Chus Vallejo                 | 6 de marzo de 2019    | 1 254 000 (9,2%)  |
| 10          | 10          | «El animal durmiente»                  | Jordi Frades         | Nacho Cabana, Daniel Martín Sáez de Parayuelo y Chus Vallejo                 | 13 de marzo de 2019   | 1 298 000 (10,1%) |

### Evolución de audiencias
| Temporada | Temporada | Episodio número | Episodio número | Episodio número | Episodio número | Episodio número | Episodio número | Episodio número | Episodio número | Episodio número | Episodio número |
| Temporada | Temporada | 1               | 2               | 3               | 4               | 5               | 6               | 7               | 8               | 9               | 10              |
| --------- | --------- | --------------- | --------------- | --------------- | --------------- | --------------- | --------------- | --------------- | --------------- | --------------- | --------------- |
|           | 1         | 3.336           | 2.434           | 1.897           | 1.834           | 1.617           | 1.396           | 1.357           | 1.281           | 1.254           | 1.298           |